# Högakustenbron
Högakustenbron är en hängbro över Ångermanälven mellan Kramfors och Härnösands kommuner i Ådalen, nära Ångermanälvens mynning vid Höga kusten. Bron är en vägbro för Europaväg 4 och invigdes den 1 december 1997 av kung Carl XVI Gustaf. Högakustenbrons förebild är Golden Gate-bron vid den amerikanska storstaden San Francisco.

## Storlek
Brons fria spann är 1 210 meter och den är 17,8 meter bred. Den segelfria höjden är 40 meter och hela brons längd är 1 867 meter. Pylonerna är 182 meter höga, dock så är totala höjden 188m enligt luftfartsverket. Bron var Sveriges högsta byggnadsverk (TV-master oräknade) fram till att man byggde Öresundsbron (vars pyloner är 203,5 m). Bron har Sveriges längsta brospann med sina 1 210 meter.

## Historik
Bron byggdes för att göra vägen kortare, då den äldre sträckan via Sandöbron är 8 km längre. Dessutom har den inte högsta bärighet för tunga fordon (BK1), varför fordon över 52 ton tidigare hänvisades till vägen via Bollstabruk som är ytterligare 38 km längre.  Bron ingår i en ny vägsträcka längs E4 från strax norr om Härnösand i söder till Gallsätter i norr. Sträckan byggdes som bred landsväg utan plankorsningar där anslutning enbart sker vid trafikplatser. I början av 2000-talet byggdes sträckan om till mötesfri 2+1-väg. Över bron är dock vägen byggd som fyrfältsväg med två fält i varje riktning där ytterfilerna i varje riktning är smalare än normalt. Hela den nybyggda sträckan inklusive Högakustenbron är skyltad 110 km/h. Nära det norra brofästet finns en rastplats med hotell och restaurang från vilken hela bron syns. Från denna plats börjar/slutar även Höga kustenleden som sträcker sig 128 kilometer mellan denna plats och Örnsköldsvik.
Det kortare namnet Vedabron kommer från byn Veda, som ligger en kilometer väster om brons södra fäste.

## Bilder

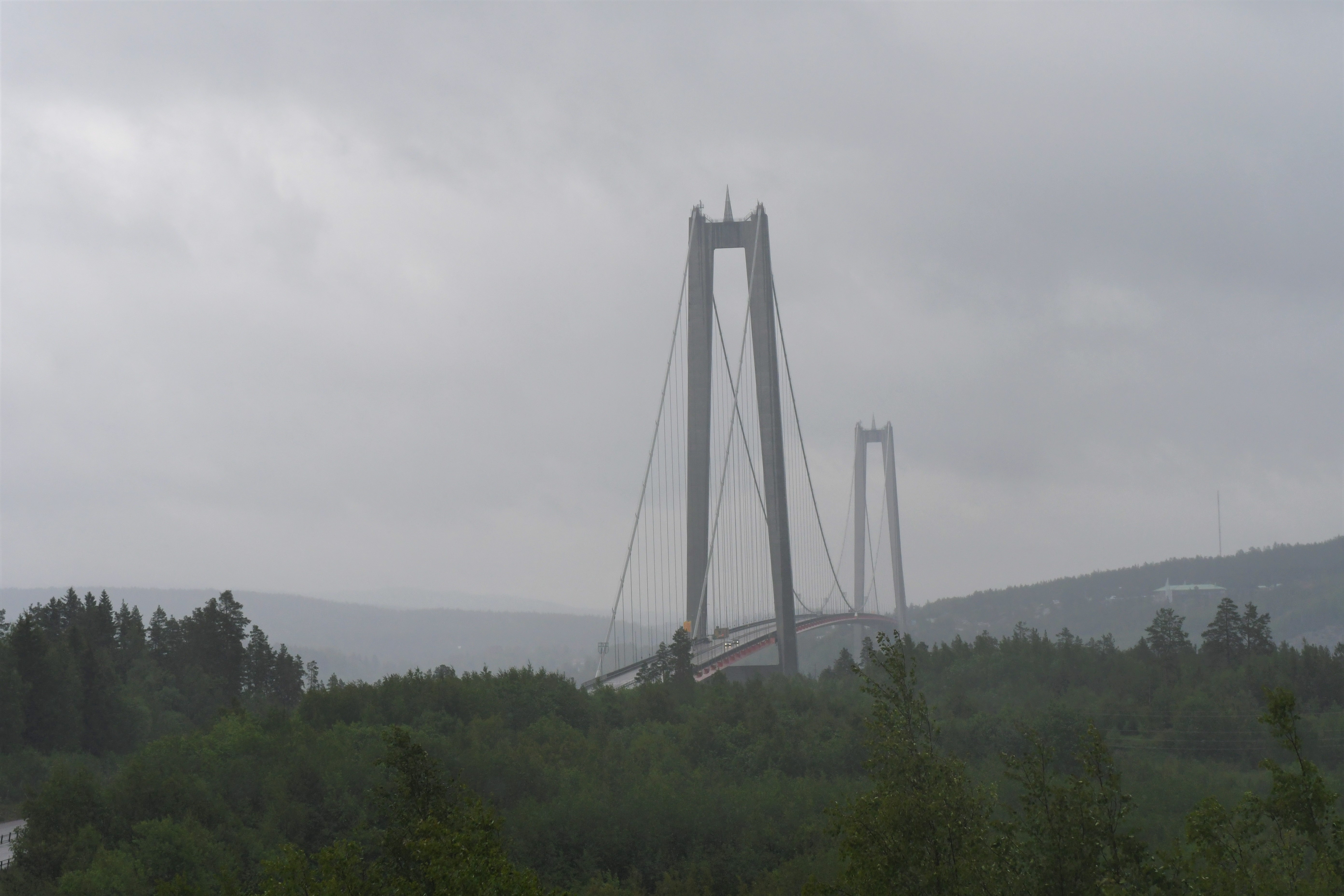
Bron från söder.
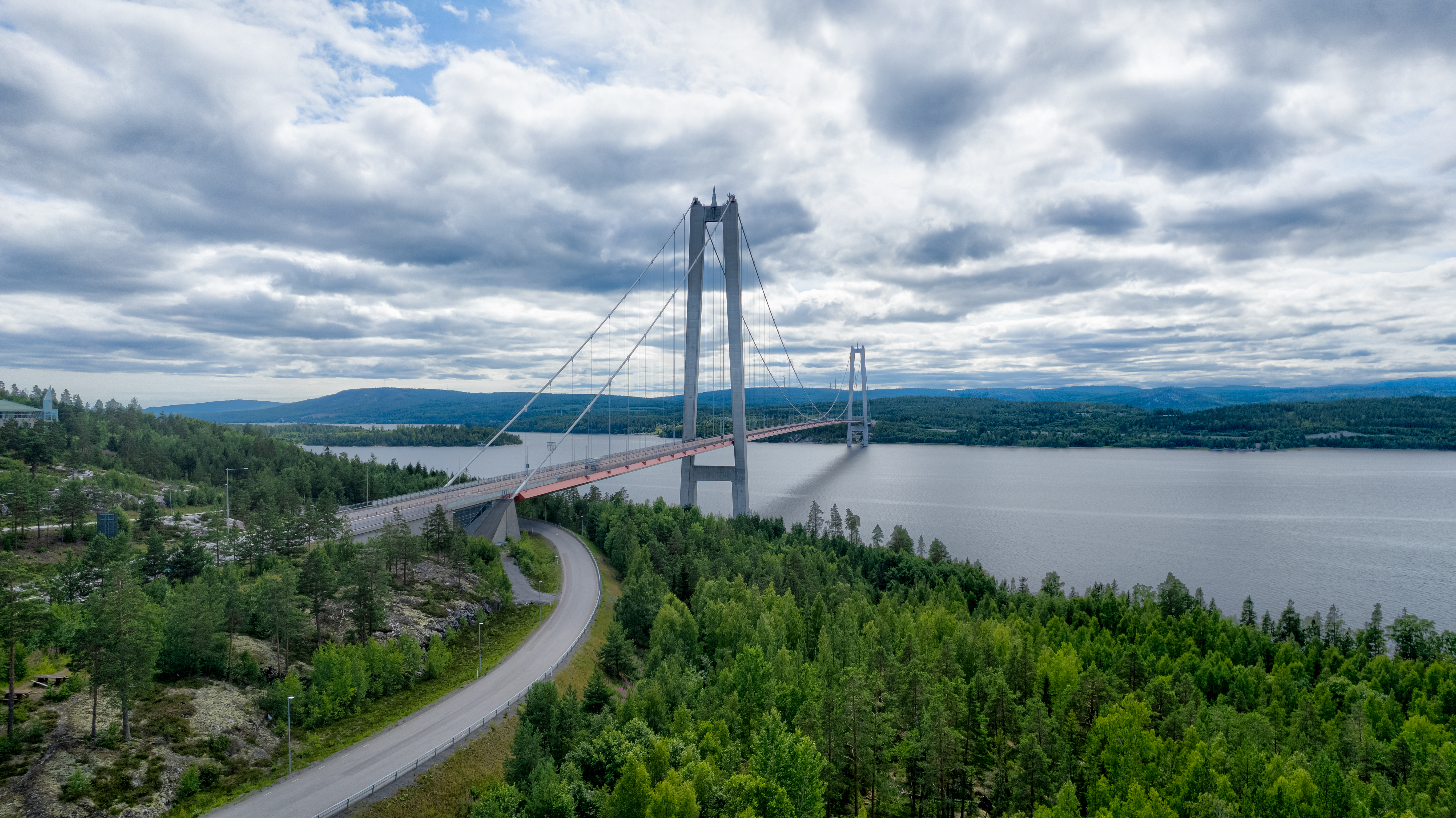
Bron norrifrån
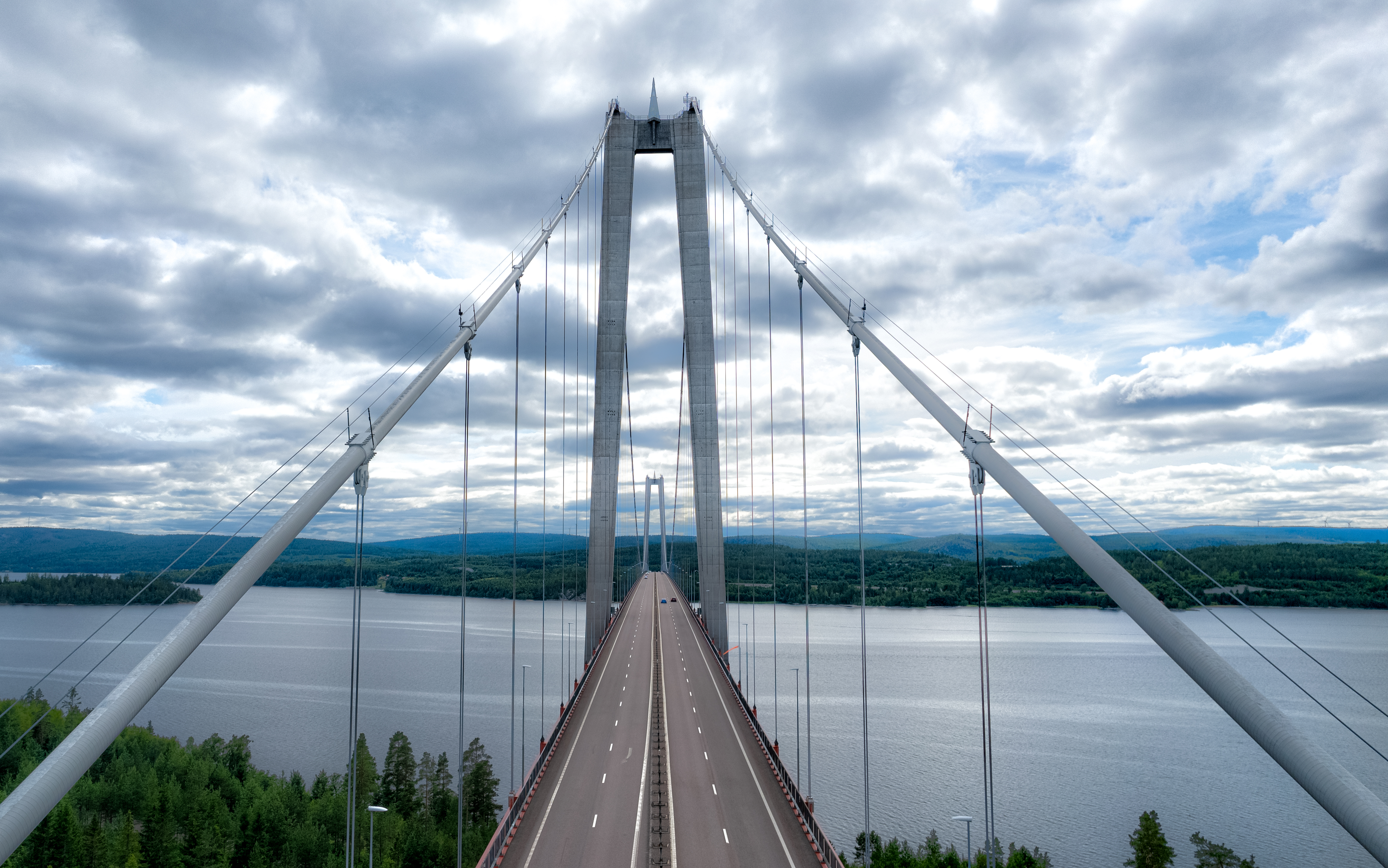
Körbanan norrifrån
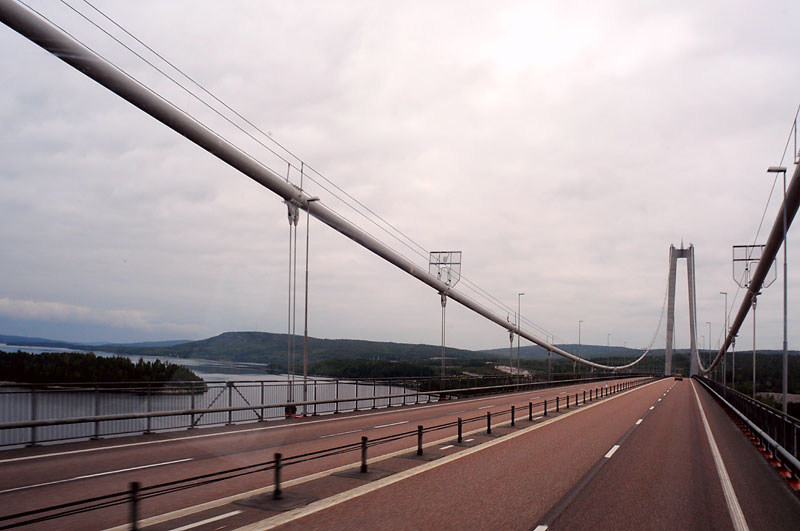
Körbanan sedd från lastbil
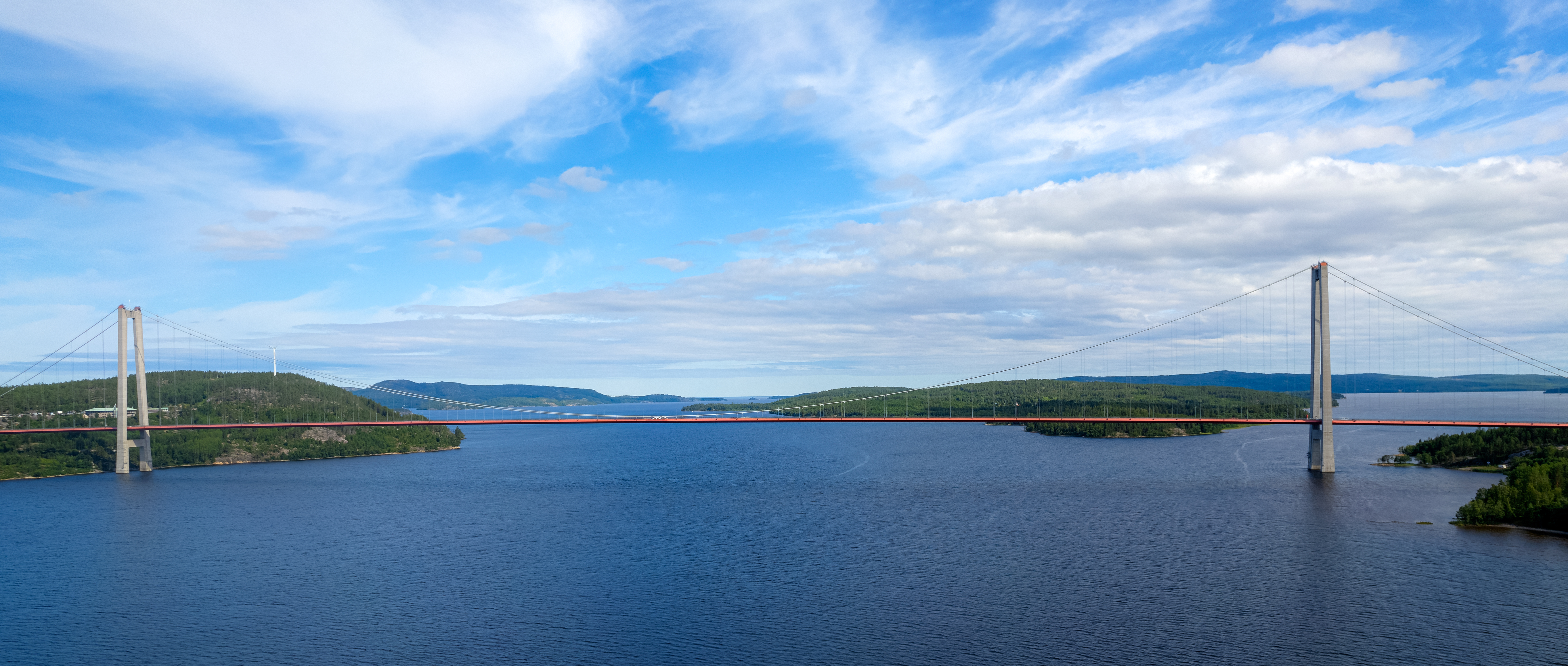
Bron från väster
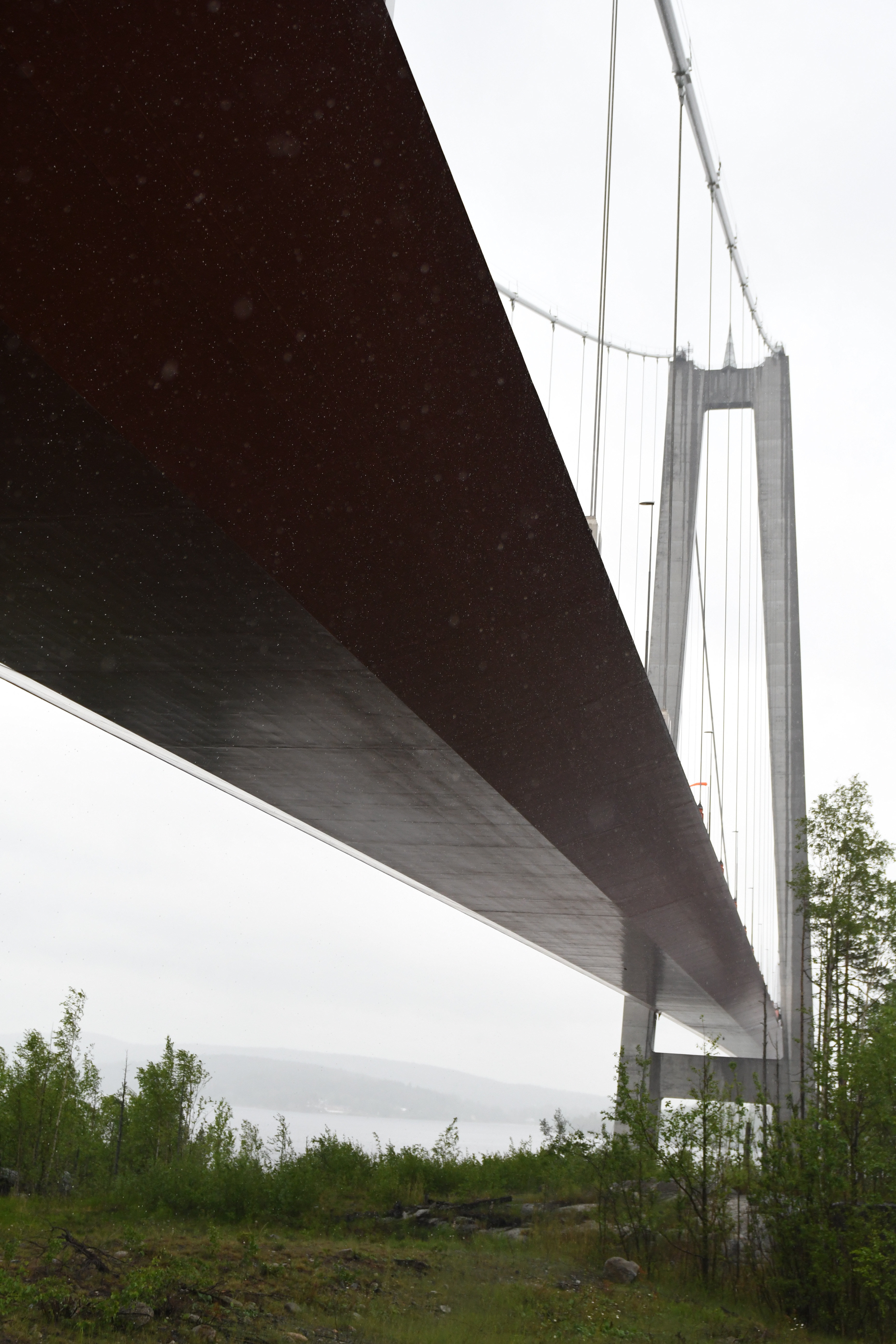
Högakustenbrons södra påfart underifrån.